# Die Dermatologie
Die Dermatologie (bis Mai 2022 Der Hautarzt) ist eine wissenschaftliche Fachzeitschrift, die vom Springer Medizin Verlag im Auftrag der Deutschen STI-Gesellschaft und der Deutschen Dermatologischen Lasergesellschaft (DDL) veröffentlicht wird. Die Zeitschrift erscheint mit zwölf Ausgaben im Jahr. Es werden Arbeiten aus allen Bereichen der Dermatologie, Allergologie und Venerologie veröffentlicht.
Der Impact Factor lag im Jahr 2014 bei 0,564. Nach der Statistik des ISI Web of Knowledge wird das Journal mit diesem Impact Factor in der Kategorie Dermatologie an 59. Stelle von 63 Zeitschriften geführt.
Im April 2022 kündigte der Springer Medizin Verlag die Umbenennung der Zeitschrift zu Die Dermatologie ab Juni 2022 an.